# Z21/22次列车
Z21/22次列车，是中国铁路运行于首都北京至西藏首府拉萨的一趟直达特快列车，自2006年7月1日起开行，现由青藏集团西宁客运段京藏车队负责客运任务，为铁道部确定的青藏铁路运营初期开行的三对旅客列车之一。列车使用25T型青藏高原版客车，沿京广铁路、石太客专、太中银铁路、包兰铁路、兰青铁路及青藏铁路运行，途经北京、河北、山西、陕西、宁夏、甘肃、青海及西藏五省一市兩區，全程3756公里。其中北京西站至拉萨站运行40小时20分，使用车次为Z21次；拉萨站至北京西站运行41小时21分，使用车次为Z22次。列车从2006年7月1日开通以来，到2011年5月1日已安全运行1446万公里，运送旅客528万人次，从未发生一起涉及安全和服务的旅客投诉事件，受到中外旅客的广泛赞誉，并获得铁道部红旗列车、北京铁路局“十大模范品牌”的荣誉称号。

## 历史

### 车次历史
原Z21/22次列车的前身是运行于北京至上海之间的特快旅客列车。该车开行于1964年8月，由北京铁路局北京客运段担当，车次为21/22次列车。在1986年4月1日，北京、上海间的13/14次、21/22次特快旅客列车改为直达特快旅客列车，运行时间由原来的19小时压缩到16小时59分，从而成为当时中国铁路运行速度最快的两趟旅客列车。历经多次大提速后，列车于2004年车次改为Z21/22次直达特快列车，车底系四方庞巴迪制造的25T型客车（也混编有RW19K）。2009年6月15日，Z21/22次列车改由卧铺动车组列车担当，车次亦改为D321/322次，该车次得以留空
Z21/22次列车这个车次亦曾经被用在宜昌东至深圳的直达旅客列车上。2012年7月1日，原武昌至深圳的Z23/24次直達旅客列车延长至宜昌东站终到始发，车次改为Z22/23、Z24/21次，成為首趟鄂西去往深圳的直通旅客列車。2013年12月28日，Z22/23、Z24/21次列车改回武昌站始发终到，车次再度恢复为Z23/24次，Z21/22车次得以留空。

### 北京西-拉萨特快列车

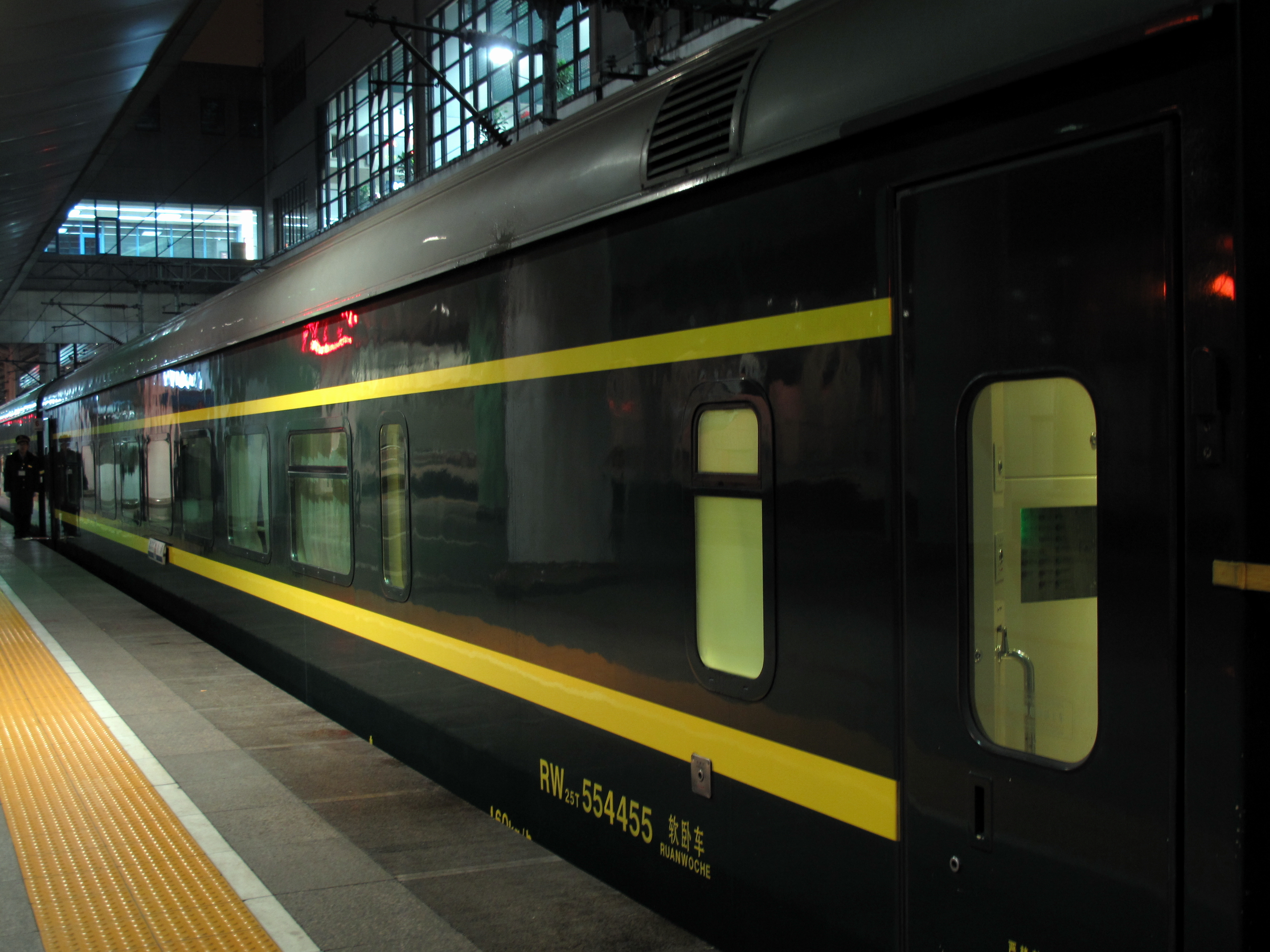
T27次特快列车编组中的BSP原厂制造青藏高原型RW25T软卧车，于北京西客站 (2009年11月)

2006年，历时5年建设的世界上海拔最高、线路最长的高原铁路——青藏铁路全线贯通，比原计划提前1年，西藏自治区正式结束不通火车的历史。初期铁道部共计划开行3对旅客列车，分别是北京西至拉萨的特快列车，成都/重庆至拉萨的特快列车和西宁/兰州至拉萨的快速列车，其中只有北京至拉萨的列车为每日开行。自2006年年初起，北京铁路警方就先后分两批将选拔的乘警带到青海省，进行了为期60余天的全封闭式培训。主要掌握基本的常用藏语、高原地理知识、高原疾病及防治措施，并了解藏族宗教信仰、民俗文化、环境保护等知识。为了适应高原的工作和生活，他们还由格尔木市前往海拔5072米的唐古拉山站及拉萨市进行适应训练。7月1日21时30分，北京西至拉萨的T27/28次列车正式开行，经由京广铁路、陇海铁路、兰青铁路、青藏铁路行驶，沿途在石家庄、西安、兰州、西宁、格尔木、那曲办理客运业务。
2009年4月1日，中国铁路大范围调整列车运行图，其中T27次列车的到达时刻由原来的20时整调整为18时38分，提前了1小时22分钟。2010年，为了进一步优化旅客列车开行方案，铁道部自4月26日起大幅调整拉萨站各次列车运行时刻。其中拉萨至北京西的T28次列车开行时刻为9时20分，比原来推后50分钟，而由北京西至拉萨的T27次列车终到拉萨站时刻为18时38分，比原来推后1小时零8分。
2011年1月11日，连接晋陕宁三地、贯通中西部的铁路大动脉——太中银铁路正式通车后，T27/28次列车也随之改道石太客专及太中银铁路。列车取消了原西安、石家庄停站，新增太原、石家庄北站。

### 北京西-拉萨直达列车
2014年12月10日，中国铁路总公司实行新的运行图，T27/28次列车升级为直达特快列车，车次改为Z21/22次列车。由于成都至拉萨的T22/23、T24/21次列车未更改车次，T21/22和Z21/22这两对先后用于同一班京沪列车的车次被同时用于两班进藏列车。
2016年2月1日起，北京西～拉萨Z21/22次交由沈阳铁路局沈阳客运段担当，增开北京西～沈阳北Z621/622次直达特快列车1对，与Z21/22次车底套用，Z621次单向经秦沈客专，Z622次单向经沈山线运行，在北京西-山海关段的经由与2003年以前的T93/94次列车相同。
2016年2月29日起，该车与成都至拉萨Z322/323、Z324/321次列车以及其套跑的重庆北至拉萨Z223/222、Z224/221次列车实现套跑，并仍旧由沈阳局担当。但是分为两组套跑顺序，一组套跑车由沈阳客运段担当，车底在沈阳整备，套跑顺序为：Z622次沈阳北至北京西→北京西至拉萨Z21次→Z324至成都→Z322至拉萨→Z22至北京西→Z621至沈阳北；另一组套跑车由长春客运段担当，车底在长春整备，套跑顺序为：Z722长春至北京西→Z21至拉萨→Z224至重庆北→Z222至拉萨→Z22至北京西→Z721至长春，两组套跑车隔日交替开行。2016年5月15日起，Z21/22次列车套跑的Z621/622及Z721/722次（隔日）改经北京地下直径线，并在北京站技术停车（但不办理客运业务），不再经由西黄、马广联络线、京沪、京沪京哈联络线。
2017年4月16日开始，沈阳铁路局不再担当该列车套跑的Z322/323、Z324/321次列车以及其套跑的重庆北至拉萨Z223/222、Z224/221次列车，这两班列车改由成都铁路局成都客运段和青藏铁路公司共同担当。而Z21/22次列車套跑的Z721/722次（隔日）北京西至長春車次取消，Z621/622次改為北京西至瀋陽北改每日開行。
2017年12月28日起，Z21/22次列车改由青藏集团公司西宁客运段担当，不再套跑Z621/622次列车。
受疫情影响，2022年8月19日至9月10日拉萨至北京西Z22次运行区段缩短为拉萨至西宁，改为西宁终到；2022年8月21日至9月12日北京西至西宁Z21次运行区段缩短为西宁至拉萨，北京西至西宁段双向停运。事后，在8月15日发出的Z22次列车上至少发现了35名乘客和一名列车员被感染。

## 列车编组

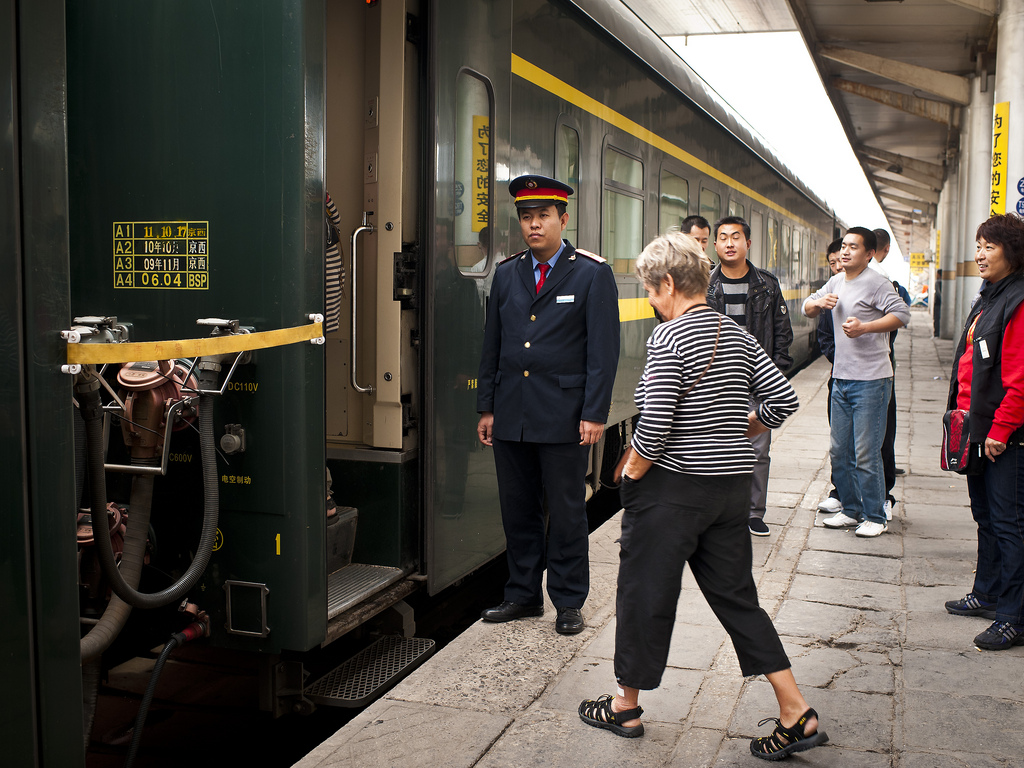
T27次乘务员在立岗迎客

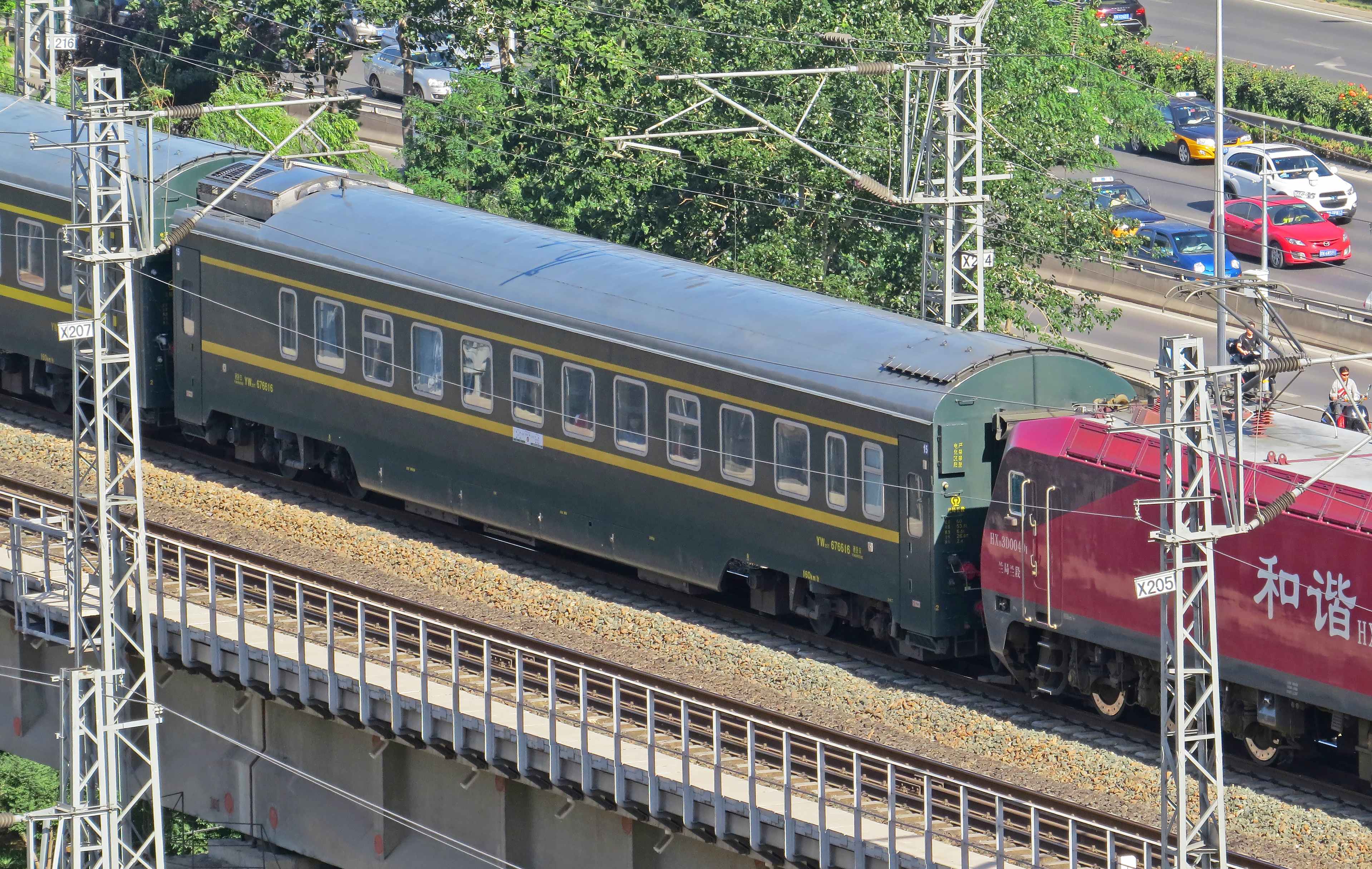
配属沈局长段的Z22/721次列车车体

列车自开行之日起便使用青岛四方庞巴迪铁路运输设备有限公司（BSP）制造的青藏高原版25T型客车，在北京西-格尔木区间采取15节车厢编组，包括8节硬卧车、4节硬座、2节软卧车以及1节餐车，满员可容纳867人。格尔木-拉萨区间则加挂1节空调发电车。这款客车是专门为青藏铁路运营针对青藏高原的特殊环境以及气候条件特别设计生产的高原铁路客车，设有全封闭的双层大玻璃、气动塞拉门、集便式厕所、航空气密技术及供氧装置等，采用墨绿色车身配以两道黄线的涂装，车上所有的提示牌全部由汉、藏、英语三种文字组成，整体造价比普通客车高25%～30%。列车的餐车在运行期间保持24小时供应，并提供西藏风味和西南风味的食品。
Z21/22次列车由北京铁路局北京客运段京藏车队负责客运任务时，车队曾下设15个班组，共有职工586人，平均年龄27岁。列车乘务员必须具备特殊技能，除简单的藏语和英语会话外，还要掌握高原病预防、环境保护、民族宗教政策、藏文化习俗等方面的知识，以及列车在高原运行途中断电、断氧、紧急停车、旅客意外伤害等特殊情况的处理技能。在乘务交接时，原北京客运段的班组向新班组编写了作业指导书，并抽调骨干对新乘务进行业务培训。
| 车厢编号   | 无                                       | 1-4                                      | 5-6                                      | 7                                        | 8-11                                     | 12-15                                    |
| 车型       | KD25T 空调发电车                         | YW25T 硬卧车                             | RW25T 软卧车                             | CA25T 餐车                               | YZ25T 硬座车                             | YW25T 硬卧车                             |
| 配属，备注 | 青藏宁段，空调发电车只在格尔木－拉萨加挂 | 青藏宁段，空调发电车只在格尔木－拉萨加挂 | 青藏宁段，空调发电车只在格尔木－拉萨加挂 | 青藏宁段，空调发电车只在格尔木－拉萨加挂 | 青藏宁段，空调发电车只在格尔木－拉萨加挂 | 青藏宁段，空调发电车只在格尔木－拉萨加挂 |

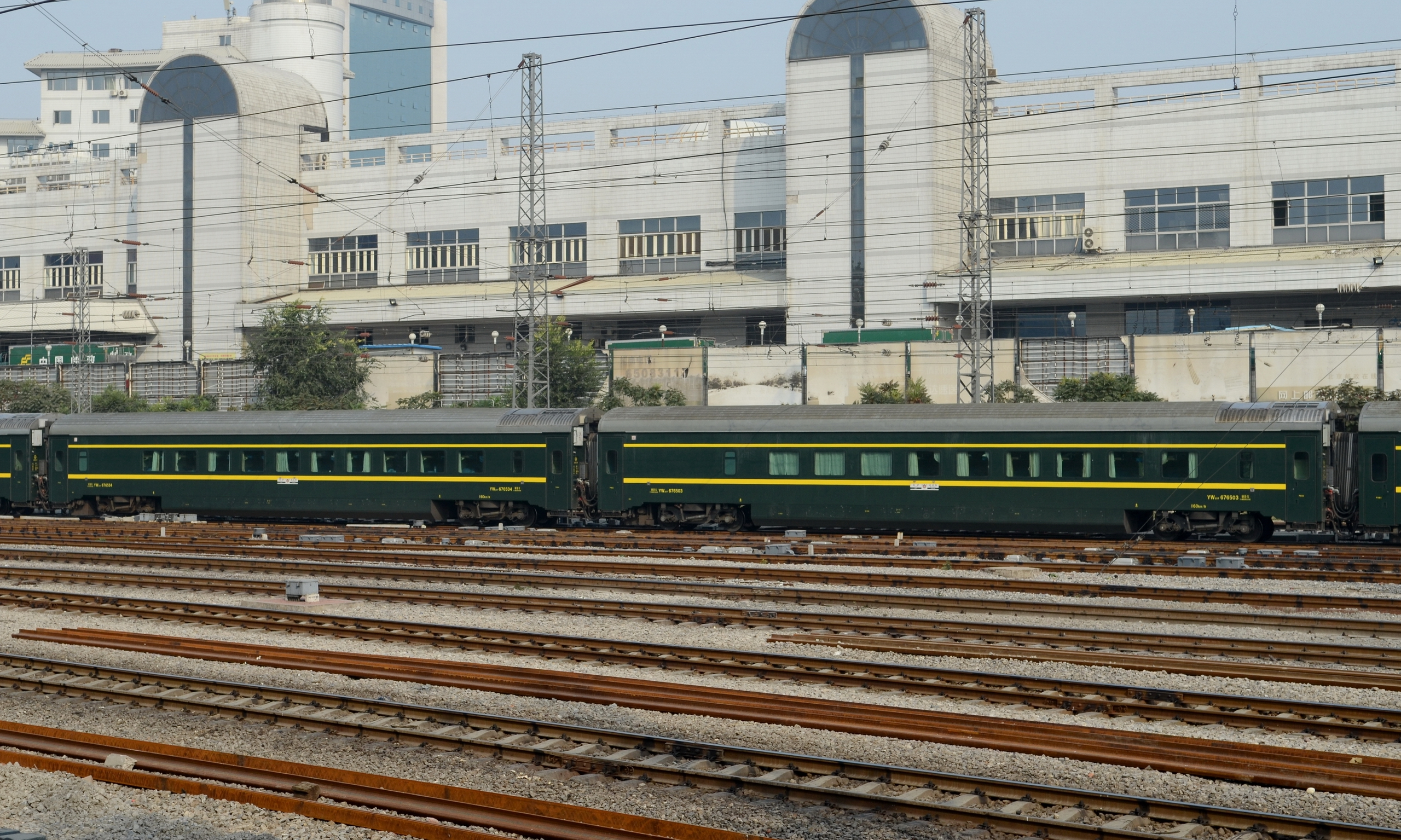
原T27/28次列车车厢外观
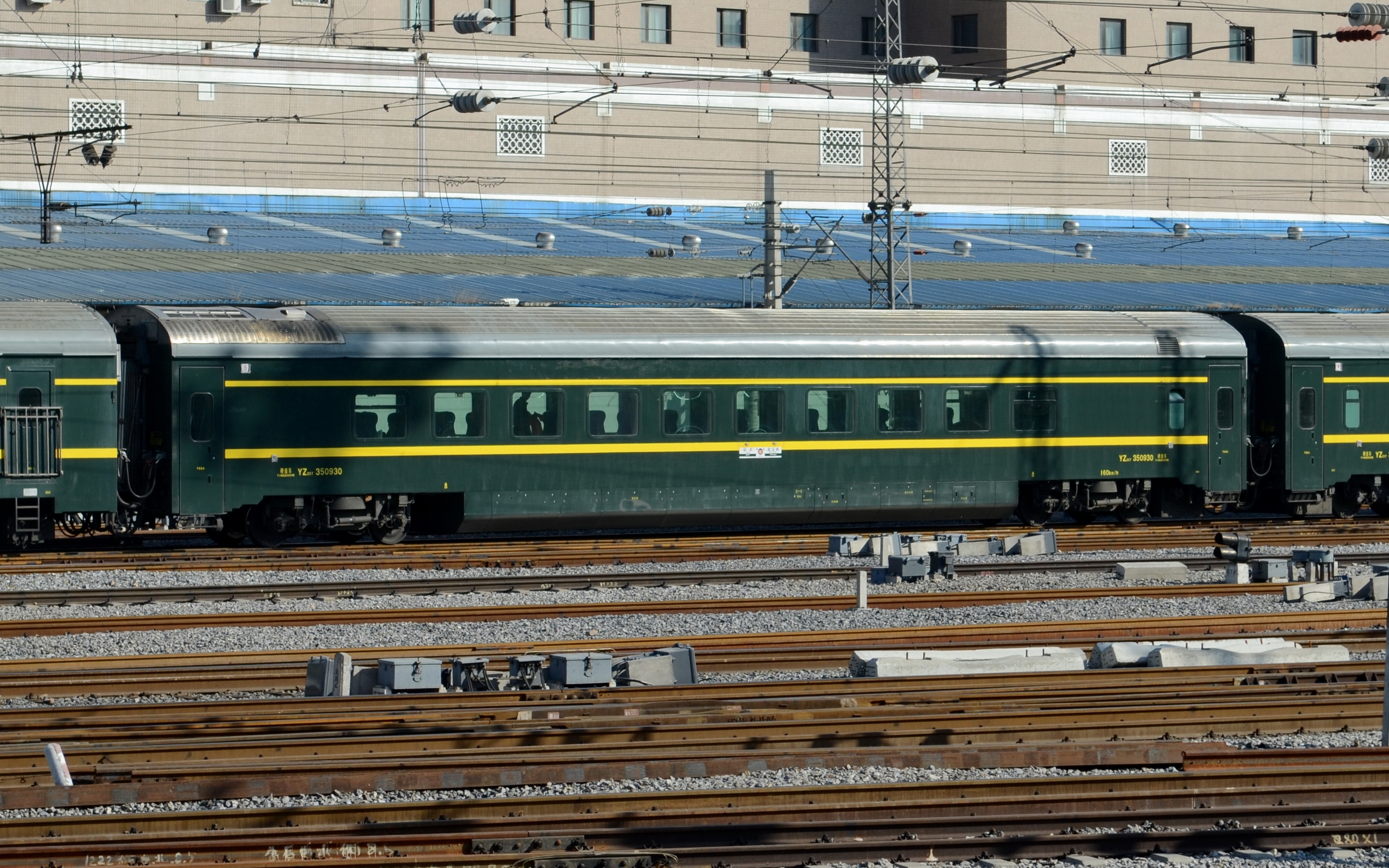
原T27/28次列车编组中YZ25T高原型硬座车
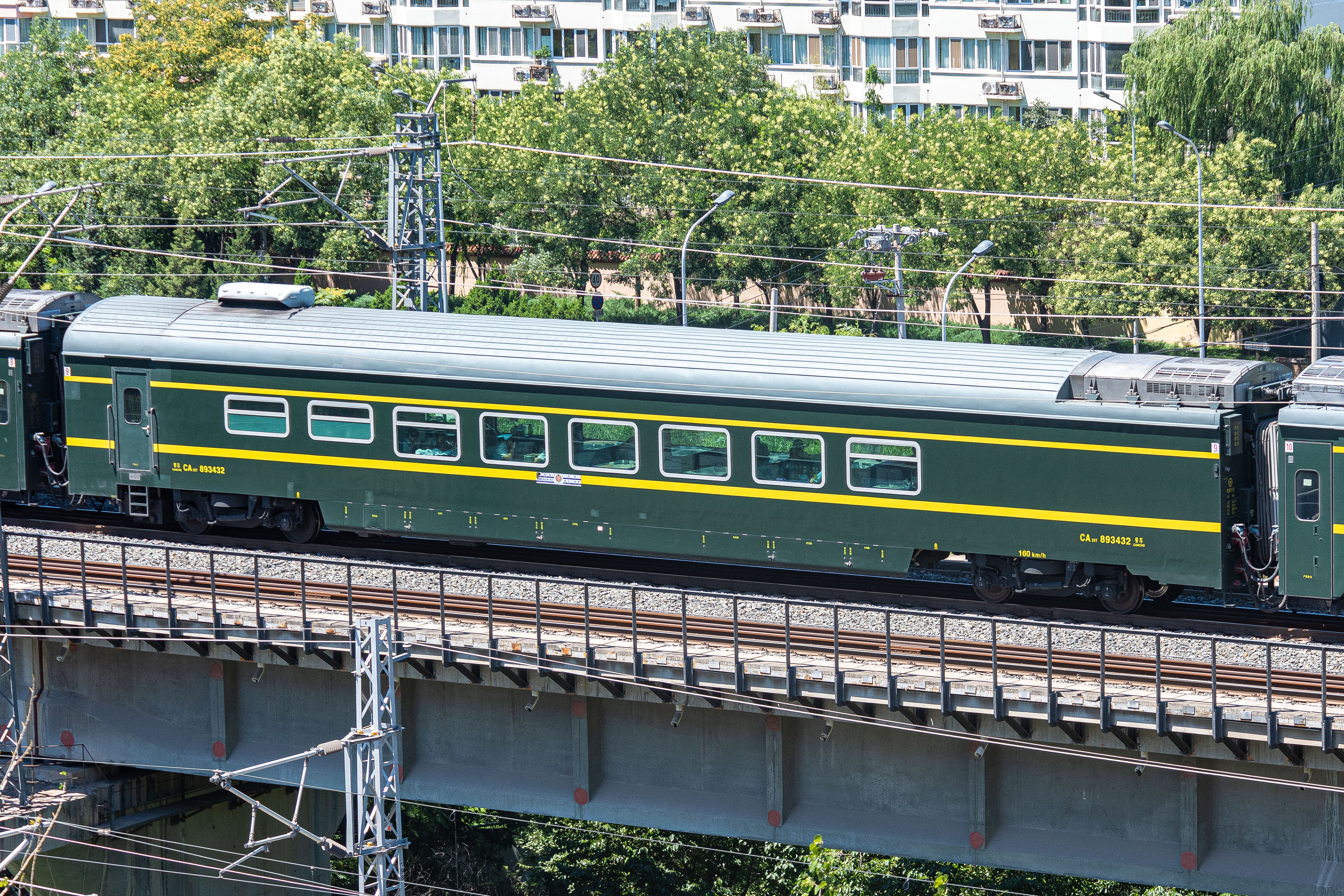
Z21/22次列车餐车外观
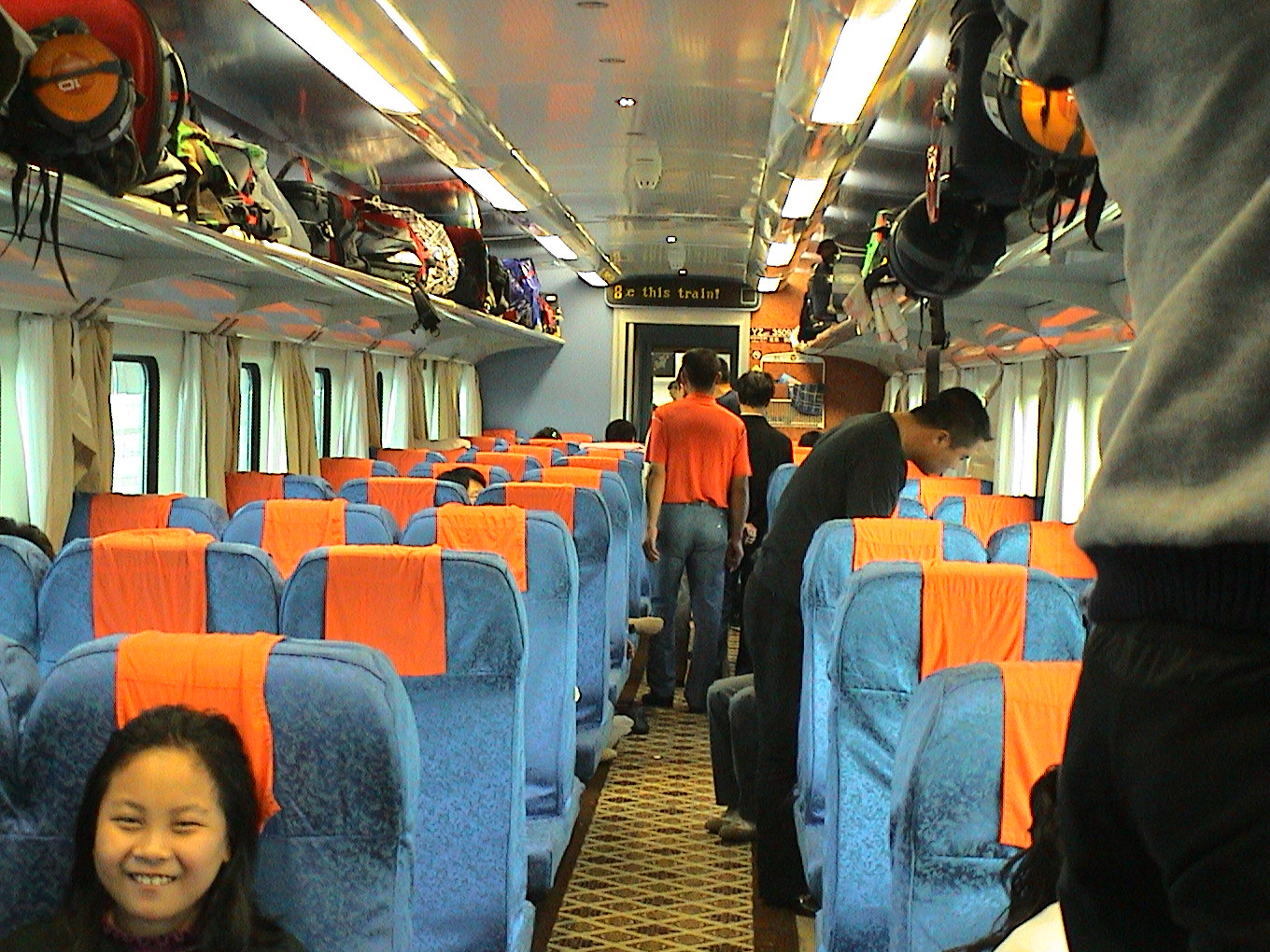
Z21/22次列车硬座车厢
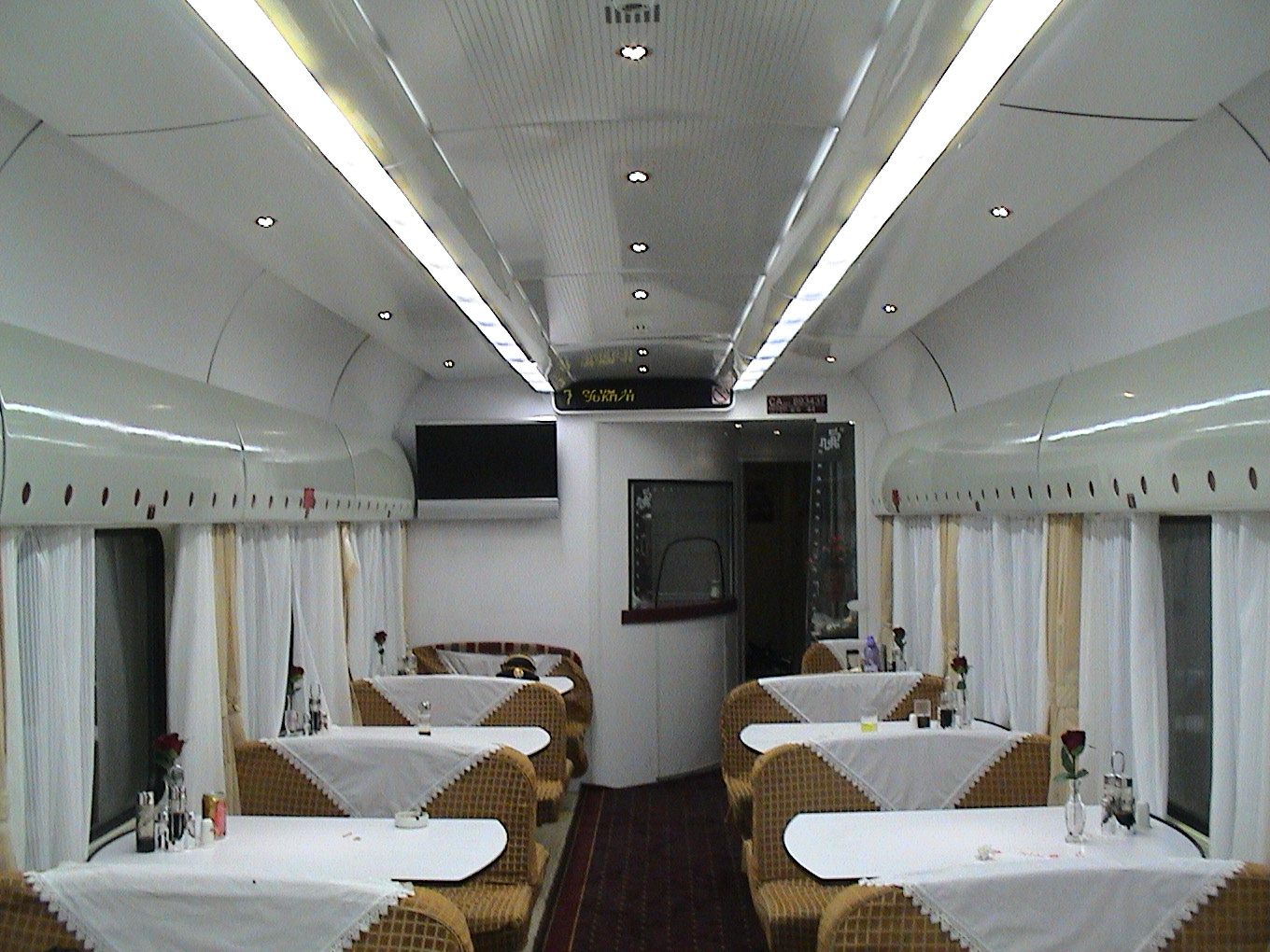
Z21/22次列车餐车车厢
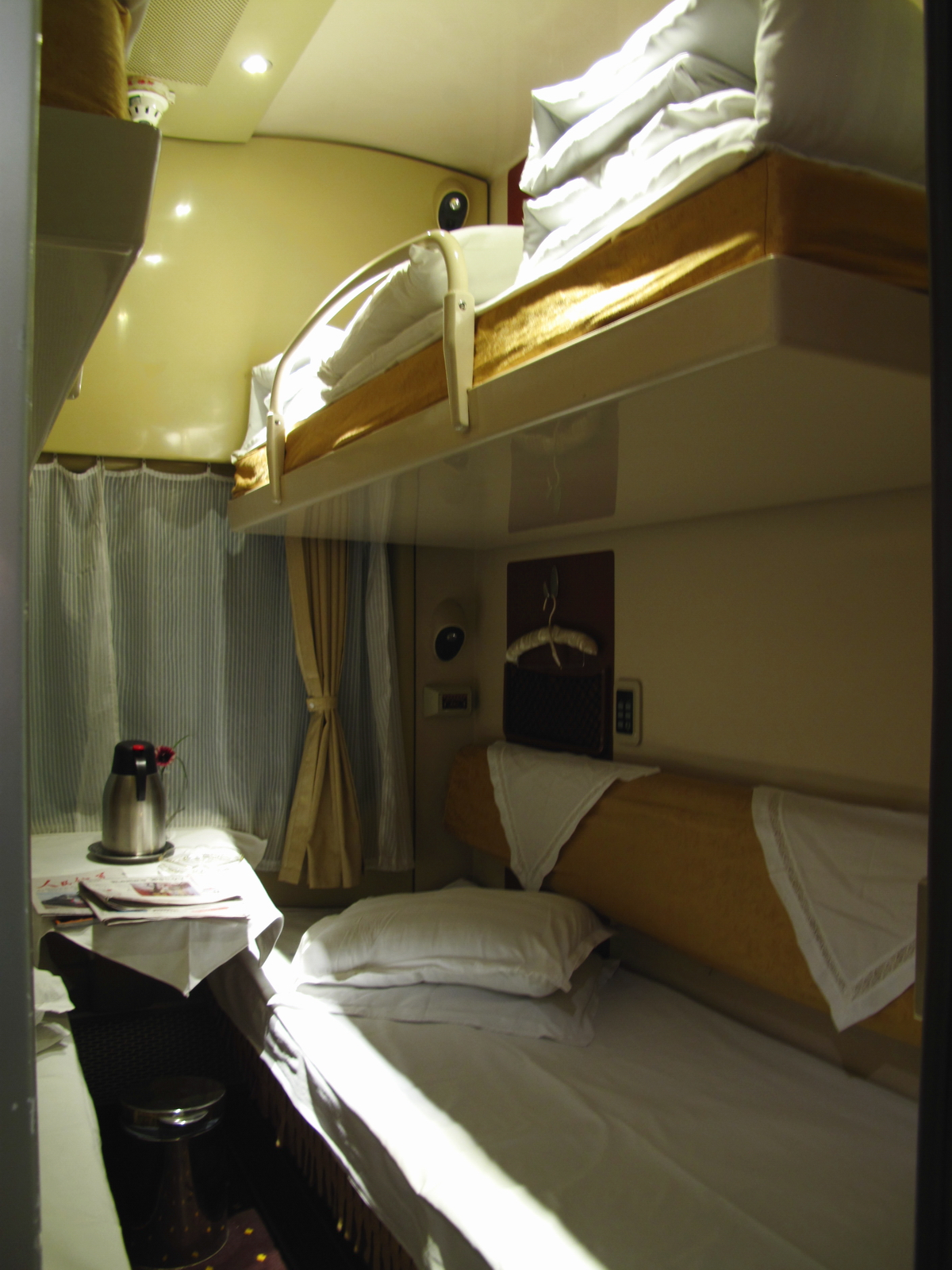
Z21/22次列车软卧车厢
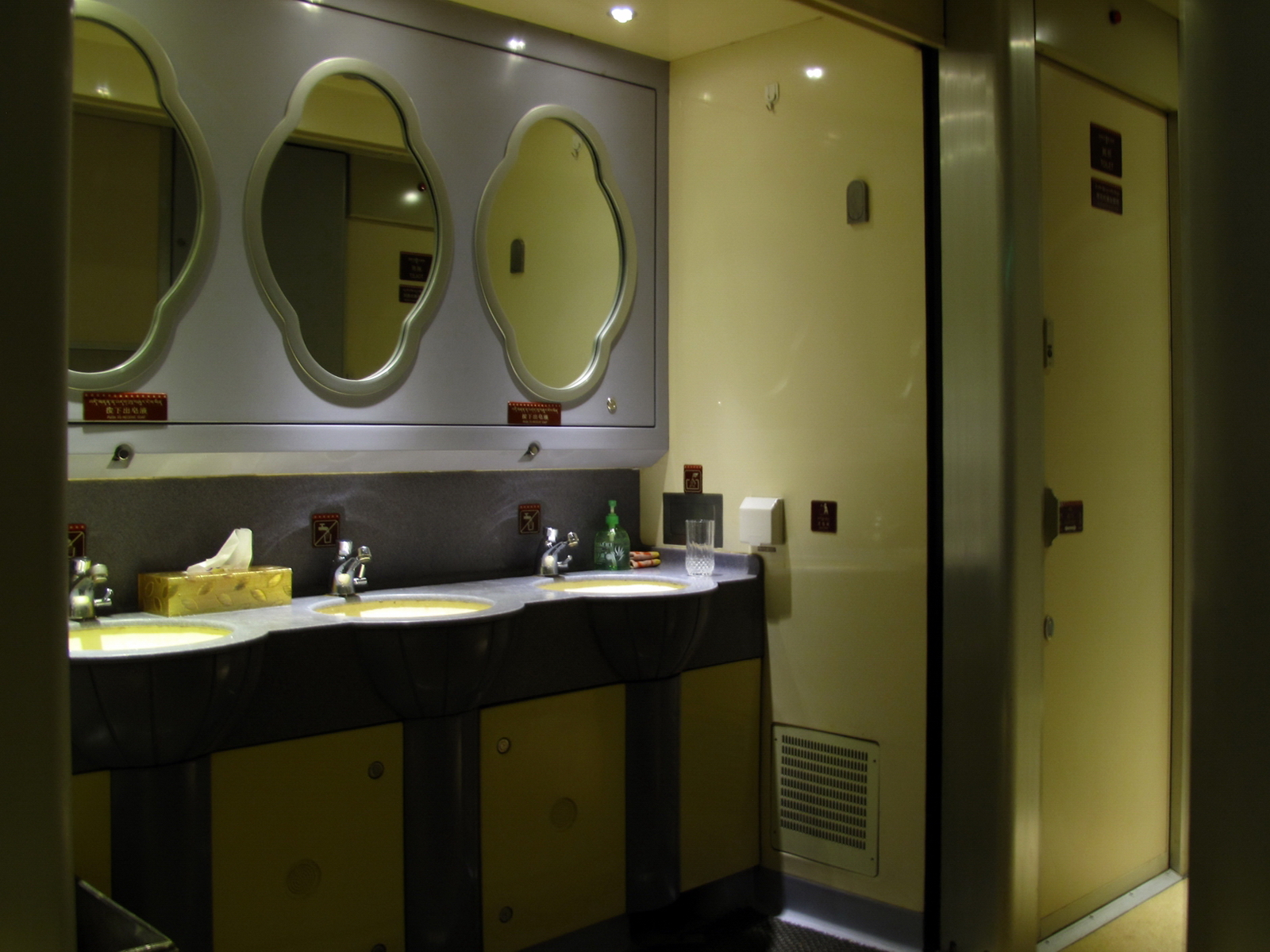
Z21/22次列车盥洗间
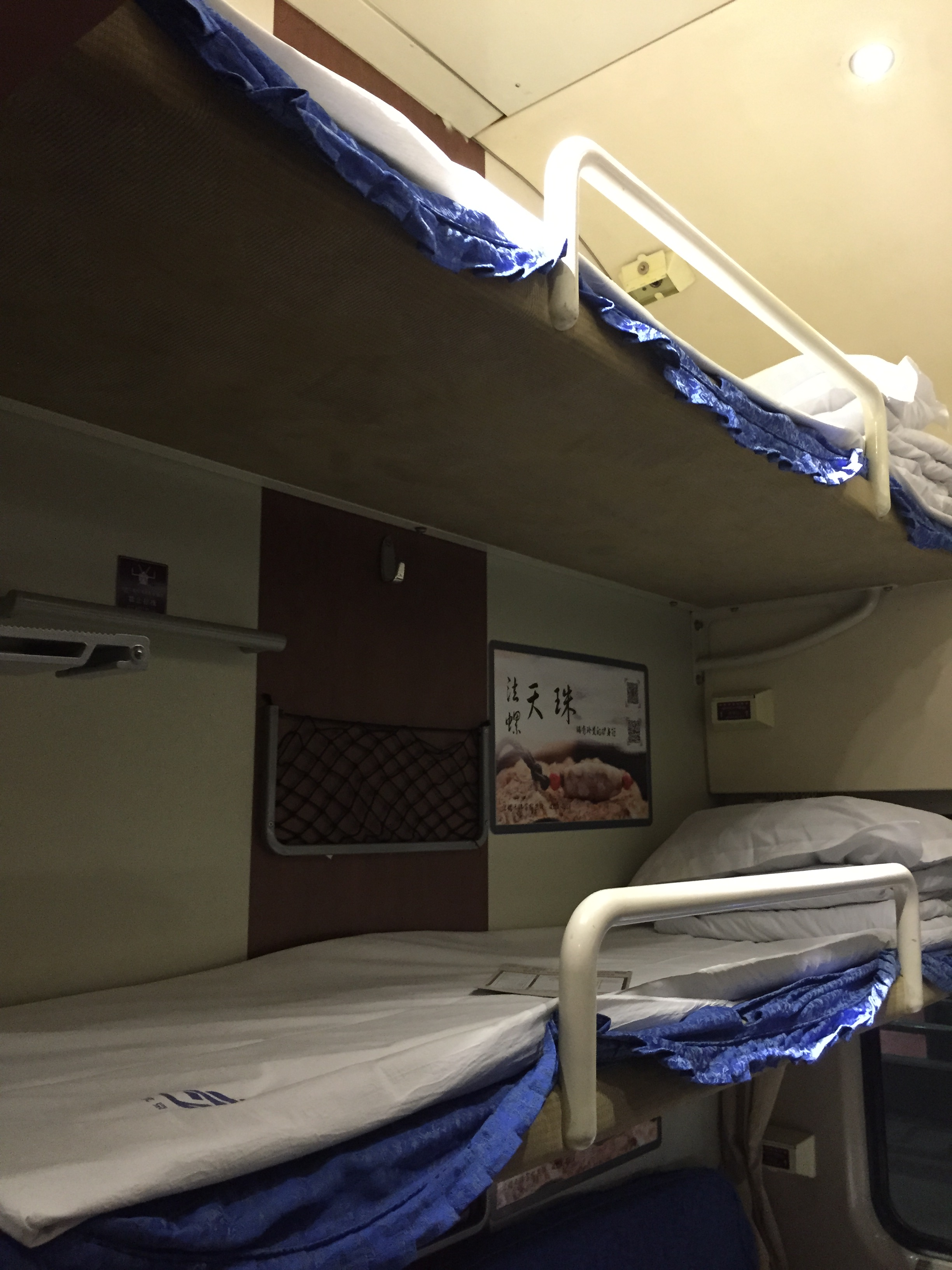
由青岛四方-庞巴迪-鲍尔公司(BSP)制造的YW25T高原型硬卧车
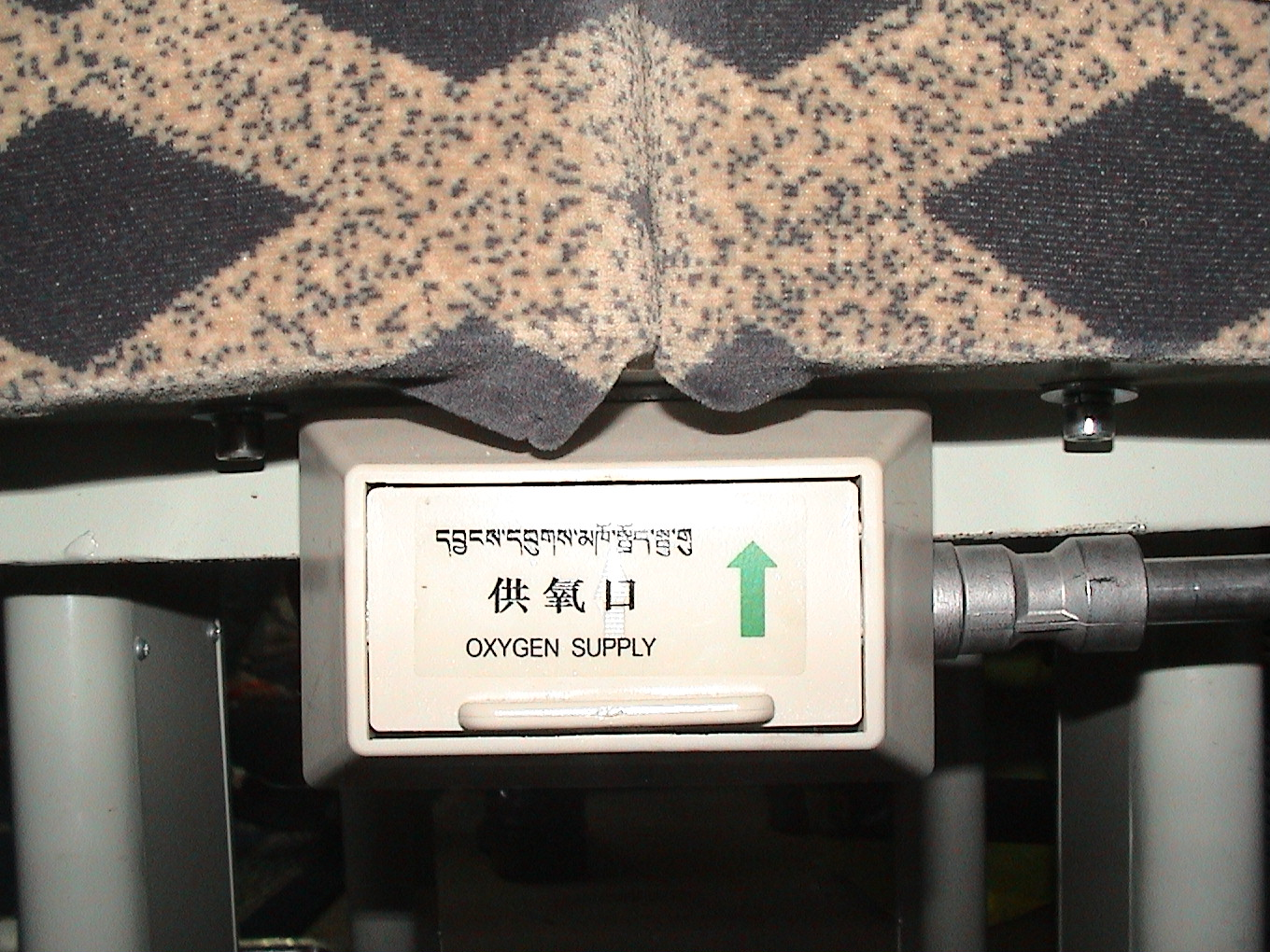
Z21/22次列车供氧设施
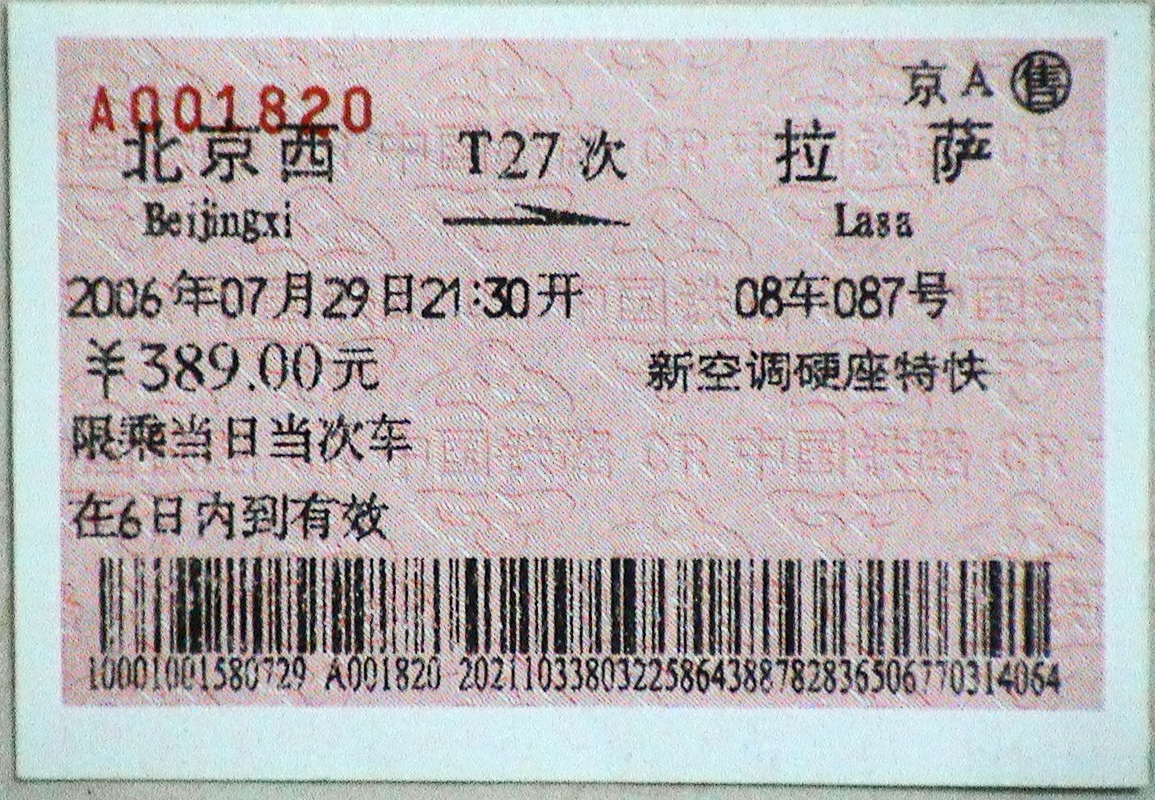
使用一维条码时期的T27次列车车票，未实名制

## 机车交路

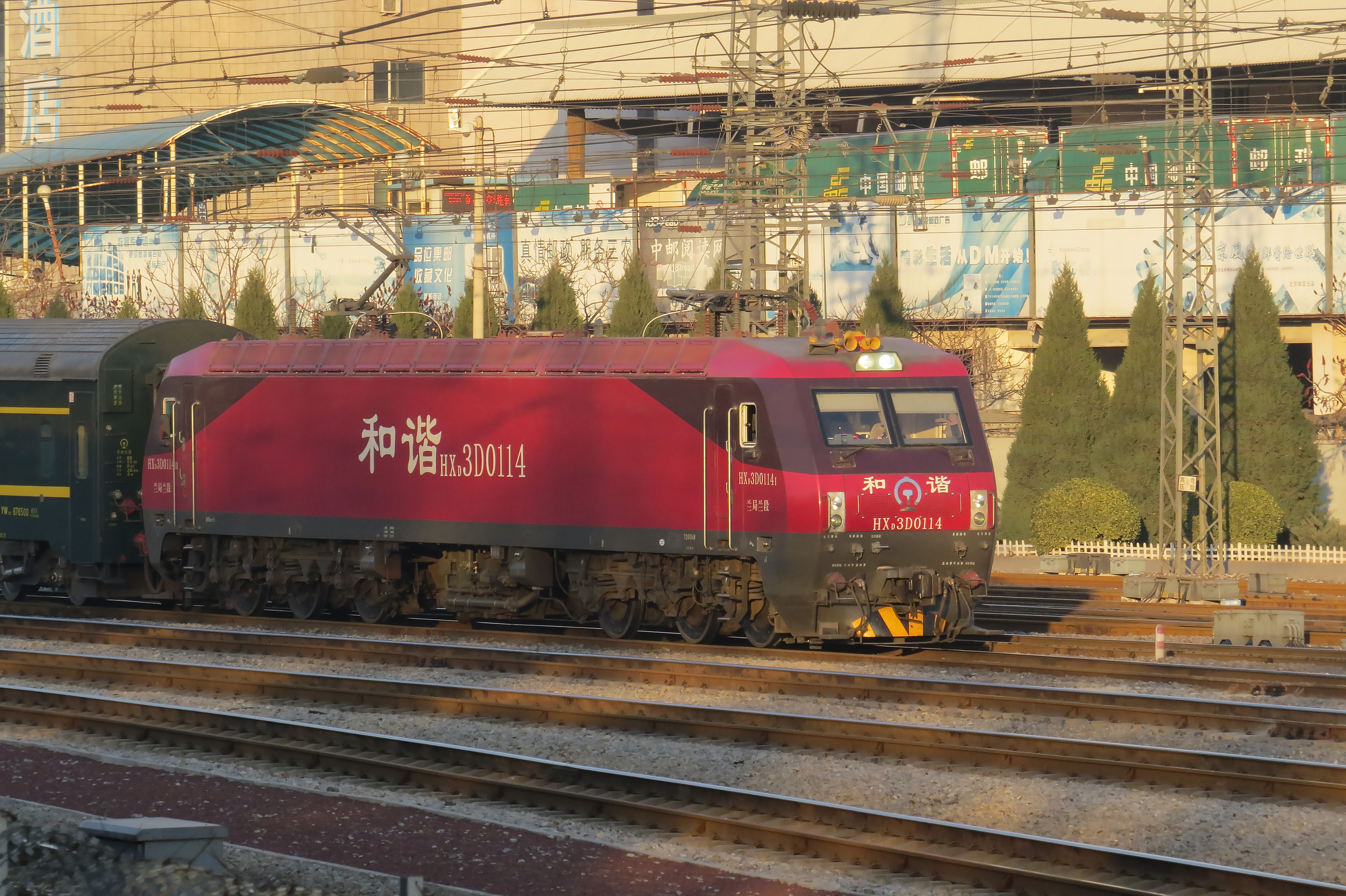
配属兰州西机务段的和谐3D型电力机车第0114号牵引Z22次列车通过北京西站邮件处理中心

列车全程需要更换3次牵引机车，北京西至格尔木区间为电气化铁路，使用电力机车牵引，格尔木至拉萨区间将换成青藏铁路公司特制的高原柴油机车牵引。
| 车站区段               | 北京西 ↔ 西宁                                                                                | 西宁 ↔ 格尔木                      | 格尔木 ↔ 拉萨                         |
| 本务机车 配属 司机更替 | 和谐3D型电力机车 兰局兰段 太原/迎水桥/兰州司机在太原/中卫轮乘 Z21次蘭州換司機，Z22次蘭州換掛 | 和谐1D型电力机车 青藏宁段 西宁司机 | NJ2型柴油机车双机 青藏格段 格尔木司机 |

## 时刻表

### 现行时刻
- 数据截至2025年4月1日。

| Z21次 | Z21次  | Z21次 | Z21次 | 停靠站 | Z22次 | Z22次 | Z22次  | Z22次 |
| 里程  | 天数   | 到点  | 开点  | 停靠站 | 到点  | 开点  | 天数   | 里程  |
| ----- | ------ | ----- | ----- | ------ | ----- | ----- | ------ | ----- |
| 0     | 当天   | —     | 19:22 | 北京西 | 09:11 | —     | 第三天 | 3757  |
| 291   | 当天   | 21:48 | 22:24 | 石家庄 | 06:10 | 06:40 | 第三天 | 3466  |
| 516   | 第二天 | 00:18 | 00:26 | 太原   | 03:50 | 03:59 | 第三天 | 3241  |
| 1263  | 第二天 | 06:56 | 07:16 | 中卫   | 21:31 | 21:37 | 第二天 | 2494  |
| 1569  | 第二天 | 12:19 | 12:31 | 兰州   | 16:13 | 16:31 | 第二天 | 2188  |
| 1785  | 第二天 | 15:07 | 15:32 | 西宁   | 13:07 | 13:37 | 第二天 | 1972  |
| 2306  | 第二天 | 19:24 | 19:28 | 德令哈 | 08:44 | 08:48 | 第二天 | 1451  |
| 2615  | 第二天 | 21:49 | 22:14 | 格尔木 | 06:08 | 06:33 | 第二天 | 1142  |
| 3435  | 第三天 | 08:12 | 08:18 | 那曲   | 19:29 | 19:35 | 当天   | 322   |
| 3757  | 第三天 | 11:42 | —     | 拉萨   | —     | 15:50 | 当天   | 0     |

### 歷史时刻
| Z21次 | Z21次  | Z21次 | Z21次 | 停靠站   | Z22次 | Z22次 | Z22次  | Z22次 |
| 里程  | 天数   | 到点  | 开点  | 停靠站   | 到点  | 开点  | 天数   | 里程  |
| ----- | ------ | ----- | ----- | -------- | ----- | ----- | ------ | ----- |
| 0     | 当天   | —     | 19:53 | 北京西   | 08:28 | —     | 第三天 | 3757  |
| 291   | 当天   | 22:30 | 22:36 | 石家庄北 | 05:47 | 05:55 | 第三天 | 3466  |
| 516   | 第二天 | 00:18 | 00:26 | 太原     | 03:50 | 03:59 | 第三天 | 3241  |
| 1263  | 第二天 | 06:56 | 07:16 | 中卫     | 21:31 | 21:37 | 第二天 | 2494  |
| 1569  | 第二天 | 12:19 | 12:31 | 兰州     | 16:13 | 16:34 | 第二天 | 2188  |
| 1785  | 第二天 | 14:59 | 15:24 | 西宁     | 13:20 | 13:45 | 第二天 | 1972  |
| 2306  | 第二天 | 19:17 | 19:21 | 德令哈   | 08:47 | 08:51 | 第二天 | 1451  |
| 2615  | 第二天 | 21:33 | 21:58 | 格尔木   | 06:09 | 06:34 | 第二天 | 1142  |
| 3435  | 第三天 | 07:44 | 07:50 | 那曲     | 19:24 | 19:30 | 当天   | 322   |
| 3757  | 第三天 | 11:22 | —     | 拉萨     | —     | 15:50 | 当天   | 0     |

| Z21次 | Z21次  | Z21次 | Z21次 | 停靠站   | Z22次 | Z22次 | Z22次  | Z22次 |
| 里程  | 天数   | 到点  | 开点  | 停靠站   | 到点  | 开点  | 天数   | 里程  |
| ----- | ------ | ----- | ----- | -------- | ----- | ----- | ------ | ----- |
| 0     | 当天   | —     | 20:10 | 北京西   | 08:28 | —     | 第三天 | 3757  |
| 291   | 当天   | 22:43 | 22:47 | 石家庄北 | 05:45 | 05:56 | 第三天 | 3466  |
| 516   | 第二天 | 00:29 | 00:35 | 太原     | 03:54 | 04:00 | 第三天 | 3241  |
| 1263  | 第二天 | 07:12 | 07:20 | 中卫     | 21:27 | 21:35 | 第二天 | 2494  |
| 1569  | 第二天 | 12:21 | 12:33 | 兰州     | 16:15 | 16:30 | 第二天 | 2188  |
| 1785  | 第二天 | 15:01 | 15:21 | 西宁     | 13:15 | 13:35 | 第二天 | 1972  |
| 2306  | 第二天 | 19:23 | 19:25 | 德令哈   | 08:42 | 08:44 | 第二天 | 1451  |
| 2615  | 第二天 | 22:10 | 22:35 | 格尔木   | 05:50 | 06:15 | 第二天 | 1142  |
| 3435  | 第三天 | 08:18 | 08:24 | 那曲     | 19:49 | 19:55 | 当天   | 322   |
| 3757  | 第三天 | 12:20 | —     | 拉萨     | —     | 16:30 | 当天   | 0     |

## 事故
2013年9月21日上午8时许，由拉萨开往北京西的T28次列车运行至青藏线乌兰站至察汗诺站区间时，由于一辆皮卡车突然失控从315国道的一处公路铁路立交桥上坠落，T28次列车停车不及与其相撞，事故造成皮卡车上3人死亡，列车停运1个多小时。